# St.-Thomas-Kirche (Helmstedt)

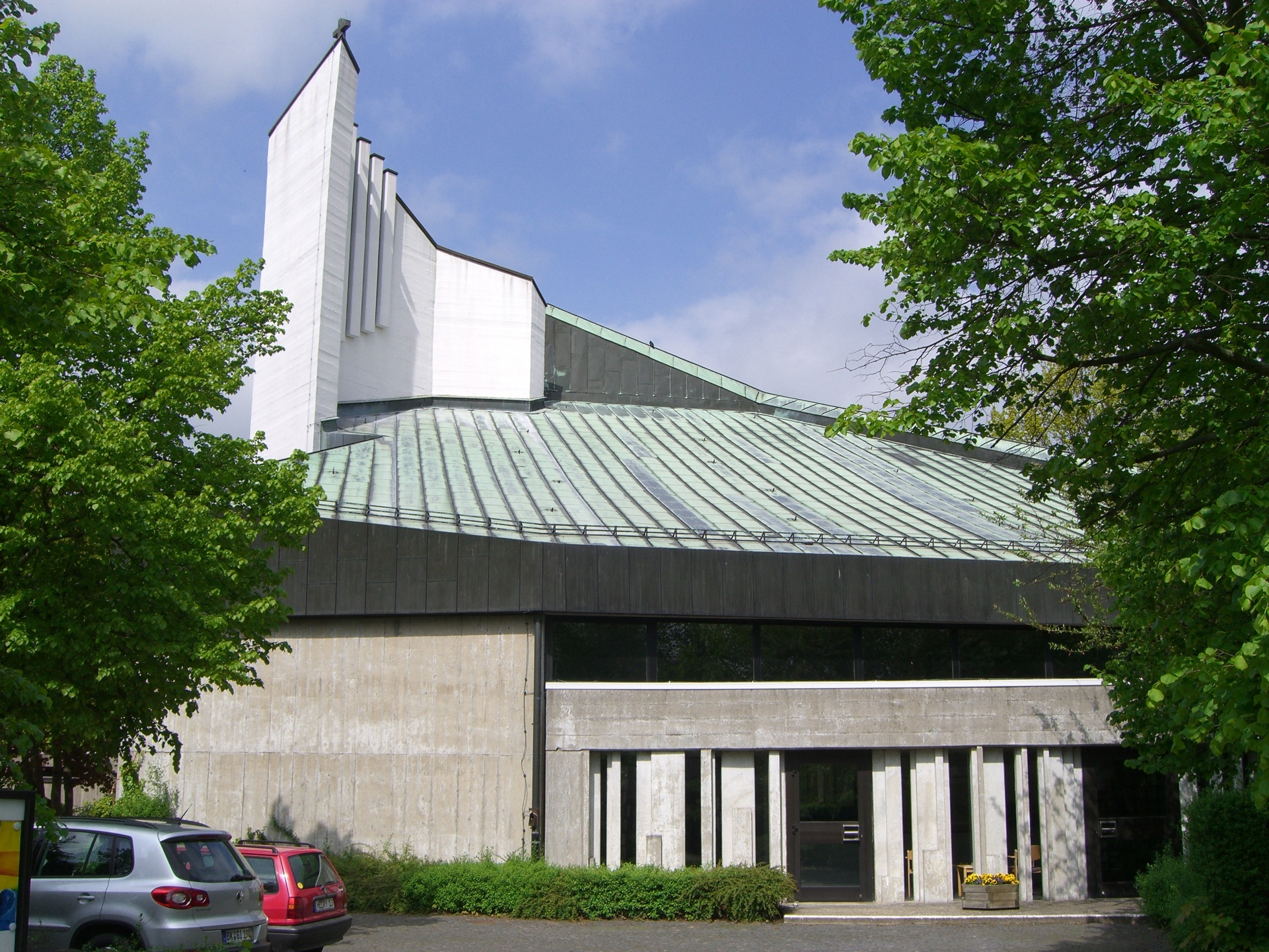
St.-Thomas-Kirche in Helmstedt

Die St.-Thomas-Kirche in Helmstedt ist eine evangelische Kirche im Stil des Brutalismus.

## Geschichte
Im Zuge des Braunkohletagebaus im Helmstedter Revier wurde das Dorf Runstedt zwischen 1958 und 1968 devastiert.
Viele der Einwohner wurden in einem neu errichteten Stadtviertel im Westen der niedersächsischen Kreisstadt Helmstedt angesiedelt. 
Als Ersatz für deren 1964 abgerissene Kirche von 1822 wurde dort zwischen 1963 und 1967 nach Entwürfen von Dirk-Erich Kreuter und Ulrich Hausmann die St.-Thomas-Kirche in moderner Betonbauweise errichtet. Sie wurde am 22. Januar 1967 eingeweiht und trägt den Namen des heiligen Thomas. Die Kirchengemeinde gehört zur evangelisch-lutherischen Landeskirche in Braunschweig.

## Ausstattung
Der Altar der Kirche befindet sich leicht erhöht freistehend im Kirchenraum. Auf dem Altar befindet sich eine rund 2 m hohe Bronzeplastik, die eine Golgota-Kreuzigungs-Gruppe zeigt. Die Plastik wurde 1964 von der Bildhauerin Ursula Querner geschaffen, die auch die vier Leuchter auf dem Altar entworfen hat. An der Altarwand befindet sich eine großflächige Stickarbeit, die in mehrmonatiger Arbeit von Gemeindemitgliedern angefertigt wurde.
Die Kanzel der Kirche ist mit einem Bronzerelief des Künstlers Fritz Fleer von 1970 verziert, das Jesus Christus mit dem Apostel Thomas zeigt.
Das Taufbecken verfügt seit 2005 über eine Bronzeschale, auf der die vier Paradiesflüsse zu sehen sind. Eine kleine Christusfigur und ein Kind befinden sich am Beckenrand.
Auf einer Empore der Kirche befindet sich die Orgel, die von dem Orgelbaumeister Rudolf Janke im Jahr 1968 gebaut wurde. Sie verfügt über 34 Register mit 1912 Pfeifen.
Eine Besonderheit im Kirchenraum stellt der kleine Kreuzweg dar. Sieben an der Innenwand angebrachte Steinreliefs stellen Stationen der Karwoche dar: Fußwaschung und Abendmahl; Getsemani; Verurteilung Jesu; Kreuztragung; Kreuzigung; Tod Jesu; Grablegung.
Im Glockenturm der Thomaskirche wurden vier Glocken mit den Schlagtönen as, b, des und es installiert. Die Glocken wurden 1964 von der Glockengießerei Bachert gegossen.